# Temporada 1969 de Fórmula 1
Resultats de la Fórmula 1 a la temporada 1969. S'adjudicaven punts als sis primers llocs (9, 6, 4, 3, 2 i 1). Ja no es donen punts per la volta més ràpida. Per al recompte final del campionat només es tenien en compte els cinc millors resultats dels sis primers grans premis i quatre dels cinc grans premis següents, d'aquesta manera s'eliminava el pitjor resultat en cada una de les dues parts possibles del campionat (5 de 6 i 4 de 5). També fou puntuable pel Campionat del món de constructors.

## Curses
| Rnd | Cursa                        | Data          | Circuit            | Pilot          | Equip          | Resultats |
| --- | ---------------------------- | ------------- | ------------------ | -------------- | -------------- | --------- |
| 1   | Gran Premi de Sud-àfrica     | 1 de març     | Kyalami            | Jackie Stewart | Matra - Ford   | Resultats |
| 2   | Gran Premi d'Espanya         | 4 de maig     | Montjuïc           | Jackie Stewart | Matra - Ford   | Resultats |
| 3   | Gran Premi de Mònaco         | 18 de maig    | Mònaco             | Graham Hill    | Lotus - Ford   | Resultats |
| 4   | Gran Premi d'Holanda         | 21 de juny    | Zandvoort          | Jackie Stewart | Matra - Ford   | Resultats |
| 5   | Gran Premi de França         | 6 de juliol   | Charade            | Jackie Stewart | Matra - Ford   | Resultats |
| 6   | Gran Premi del Regne Unit    | 19 de juliol  | Silverstone        | Jackie Stewart | Matra - Ford   | Resultats |
| 7   | Gran Premi d'Alemanya        | 3 d'agost     | Nürburgring        | Jacky Ickx     | Brabham - Ford | Resultats |
| 8   | Gran Premi d'Itàlia          | 7 de setembre | Monza              | Jackie Stewart | Matra - Ford   | Resultats |
| 9   | Gran Premi del Canadà        | 27 d'agost    | Mosport Park       | Jacky Ickx     | Brabham - Ford | Resultats |
| 10  | Gran Premi dels Estats Units | 5 d'octubre   | Watkins Glen       | Jochen Rindt   | Lotus - Ford   | Resultats |
| 11  | Gran Premi de Mèxic          | 19 d'octubre  | Hermanos Rodríguez | Denny Hulme    | McLaren - Ford | Resultats |

## Posició final del Campionat de constructors de 1969
| Pos. | Equip             | Punts | Victòries | Podis | Poles |
| ---- | ----------------- | ----- | --------- | ----- | ----- |
| 1    | Matra - Ford      | 85    | 6         | 10    | 2     |
| 2    | Brabham - Ford    | 68    | 2         | 9     | 4     |
| 3    | Lotus - Ford      | 59    | 2         | 7     | 5     |
| 4    | McLaren - Ford    | 49    | 1         | 5     |       |
| 5    | Ferrari           | 7     |           | 1     |       |
| 6    | BRM               | 7     |           | 1     |       |
| 7    | Cooper - Maserati |       |           |       |       |
| 8    | Brabham - Repco   |       |           |       |       |
| 9    | Brabham - Climax  |       |           |       |       |
| 10   | Eagle - Climax    |       |           |       |       |

## Posició final del Campionat de pilots de 1969
| Posició | Pilot                | Número | País         | Punts | Victòries | Podis | Poles |
| ------- | -------------------- | ------ | ------------ | ----- | --------- | ----- | ----- |
| 1       | Jackie Stewart       | 3      | Regne Unit   | 63    | 6         | 7     | 2     |
| 2       | Jacky Ickx           | 7      | Bèlgica      | 37    | 2         | 5     | 2     |
| 3       | Bruce McLaren        | 4      | Nova Zelanda | 26    |           | 3     |       |
| 4       | Jochen Rindt         | 2      | Àustria      | 22    | 1         | 3     | 5     |
| 5       | Jean Pierre Beltoise | 4      | França       | 21    |           | 3     |       |
| 6       | Denny Hulme          | 5      | Nova Zelanda | 20    | 1         | 2     |       |
| 7       | Graham Hill          | 2      | Regne Unit   | 19    | 1         | 2     |       |
| 8       | Piers Courage        | 18     | Regne Unit   | 16    |           | 2     |       |
| 9       | Jo Siffert           | 10     | Suïssa       | 15    |           | 2     |       |
| 10      | Jack Brabham         | 8      | Austràlia    | 14    |           | 2     | 2     |
| 11      | John Surtees         | 14     | Regne Unit   | 6     |           | 1     |       |
| 12      | Chris Amon           | 11     | Nova Zelanda | 4     |           | 1     |       |
| 13      | Pedro Rodríguez      | 12     | Mèxic        | 3     |           |       |       |
| 14      | Vic Elford           | 12     | Regne Unit   | 3     |           |       |       |
| 15      | Richard Attwood      | 2      | Regne Unit   | 3     |           |       |       |
| 16      | Jackie Oliver        | 15     | Regne Unit   | 1     |           |       |       |
| 17      | Johnny Servoz-Gavin  | 16     | França       | 1     |           |       |       |
| 18      | Silvio Moser         | 19     | Suïssa       | 1     |           |       |       |
| 19      | Pete Lovely          | 21     | EUA          |       |           |       |       |
| 20      | Sam Tingle           | 17     | Zimbàbue     |       |           |       |       |
| 21      | Mario Andretti       | 9      | EUA          |       |           |       |       |
| 22      | Al Pease             | 69     | Canadà       |       |           |       |       |
| 23      | Bill Brack           | 16     | Canadà       |       |           |       |       |
| 24      | Peter de Klerk       | 19     | Sud-àfrica   |       |           |       |       |
| 25      | John Miles           | 9      | Regne Unit   |       |           |       |       |
| 26      | Basil van Rooyen     | 25     | Sud-àfrica   |       |           |       |       |
| 27      | Derek Bell           | 20     | Regne Unit   |       |           |       |       |
| 28      | George Eaton         | 22     | Canadà       |       |           |       |       |
| 29      | Jo Bonnier           | 16     | Suècia       |       |           |       |       |
| 30      | John Cordts          | 26     | Canadà       |       |           |       |       |
| 31      | John Love            | 16     | Zimbàbue     |       |           |       |       |